# Банка Ајвори
Банка Ајвори (енгл. Ivory Bank) је једна од пет лиценцираних банака у Јужном Судану. Основана је 1994. године са седиштем у главном граду Џуби. Председник банке је Габријел Чансон Чанг. Бави се одобравањем кредита, инвестицијама и чувањем новца.